# Every Breath You Take (film)
Ne doit pas être confondu avec Every Breath You Take.
Pour plus de détails, voir Fiche technique et Distribution.
Every Breath You Take, ou Retiens ton souffle au Québec, est un film américain réalisé par Vaughn Stein, sorti en 2021.

## Fiche technique
- Titre : Every Breath You Take
- Titre québécois : Retiens ton souffle[1]
- Réalisation : Vaughn Stein
- Scénario : David Murray
- Musique : Marlon Espino
- Photographie : Michael Merriman
- Montage : Laura Jennings

## Distribution
- Casey Affleck (VF : Donald Reignoux ; VQ : Michel Barrio) : Philip
- Michelle Monaghan (VF : Marjorie Frantz ; VQ : Fanny Gatibelza) : Grace
- Sam Claflin (VF : Anatole de Bodinat ; VQ : Michaël Cermeno) : James / Eric
- Veronica Ferres (VF : Barbara Delsol ; VQ : Sylvie Santelli) : Dr Vanessa Fanning
- India Eisley (VF : Valérie Bescht ; VQ : Juliette Verdier) : Lucy
- Emily Alyn Lind (VF : Claire Baradat ; VQ : Sophie Ostria) : Daphne
- Hiro Kanagawa (VF : Rody Benghezala) : Dr Toth
- Vincent Gale (VF : Ludovic Plestan) : Stuart Fanning
- Lilly Krug : Lilly Fanning
- Daniel Bacon (VF : Rody Benghezala) : Capitaine de police
- Brenden Sunderland (VF : Félix Terrier) : Evan